# 凱恩微眉䲁
凱恩微眉䲁，為輻鰭魚綱鳚形目䲁科微眉䲁屬的一種，分布於東大西洋葡萄牙南部外海及地中海海域，深度0至2公尺，體長可達7.5公分，棲息在沿海陡峭的礁岩，以藻類及小型無脊椎動物為食，雌魚產附著性卵，雄魚有護卵行為，生活習性不明。